# Putkisalonsaari
Putkisalonsaari är en ö i Finland. Den ligger i sjön Haukivesi och i kommunen Rantasalmi i den ekonomiska regionen  Nyslotts ekonomiska region  och landskapet Södra Savolax, i den sydöstra delen av landet, 270 km nordost om huvudstaden Helsingfors. Öns area är 4,66 kvadratkilometer och dess största längd är 5,1 kilometer i sydöst-nordvästlig riktning.